# Leiobunum verrucosum
Leiobunum verrucosum is een hooiwagen uit de familie Sclerosomatidae.